# بوب غورملي
بوب غورملي (بالإنجليزية: Bob Gormley)‏ هو لاعب كرة قدم أمريكي، ولد في 3 أغسطس 1918، وتوفي في 11 ديسمبر 2003. لعب مع Uhrik Truckers ‏.